# Российско-эстонские отношения
Российско-эстонские отношения — двусторонние международные отношения между Российской Федерацией и Эстонией. Дипломатические отношения между РСФСР и Эстонской Республикой были установлены 2 февраля 1920 года.

## До создания независимой Эстонии
Первые задокументированные контакты с населением Эстонии относятся к 1030 году, когда князь киевский Ярослав Мудрый «пошёл войной на чудь» и срубил в их землях крепость Юрьев (ныне Тарту). В 1061 эсты вернули себе эти земли. Во время правления Ярослава Мудрого в Эстонии была построена первая русская христианская церковь, было основано православное епископство, которое впоследствии было превращено ливонскими рыцарями в католическое.
В 1558—1582 шла Ливонская война, в которой против Русского царства выступали Дания, Великое княжество Литовское и Королевство Польское (позже Речь Посполитая), а также Швеция. По Ям-Запольскому договору 1582 года с Речью Посполитой и по договору со Швецией в 1583 Русское царство теряло выходы к Финскому заливу. Ситуация была частично восстановлена через 12 лет, после Русско-шведской войны (1590—1595).
В результате поражения Швеции в Северной войне в 1721 году России перешли прибалтийские земли Эстляндия (ныне северная часть Эстонии) и Ливония (ныне Южная Эстония и Северная Латвия).

## В XX веке

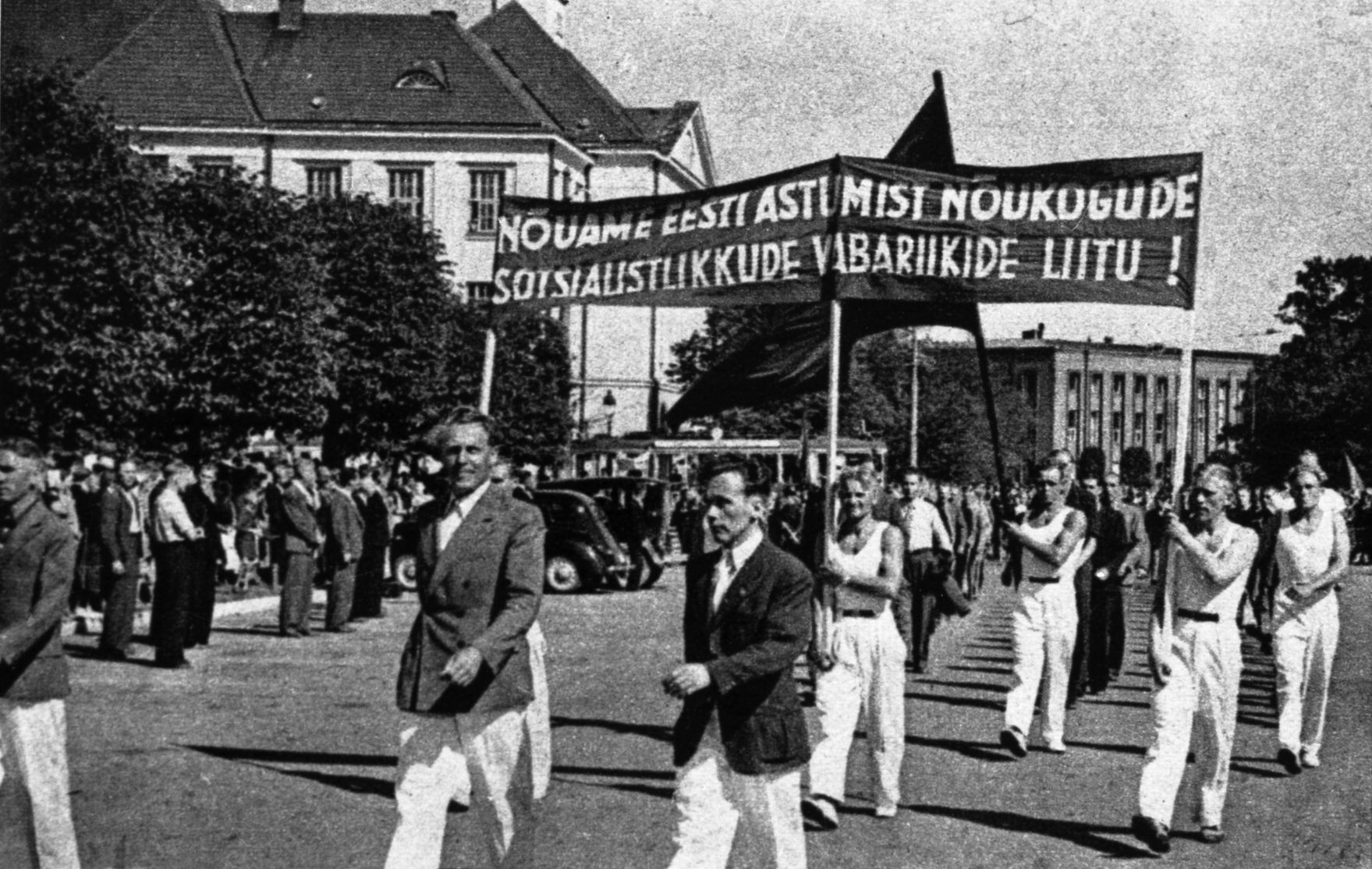
Манифестация в поддержку присоединения Эстонии к СССР 17 июля 1940 года

В 1918—1920 в период Гражданской войны в России на территории Эстонии шла также Война за независимость, частью которой были военные действия между Красной Армией с одной стороны и эстонскими войсками при поддержке российской Северо-Западной армии белых, с другой. 2 февраля 1920 года между Российской Советской Федеративной Социалистической Республикой и Эстонской Республикой был заключён Тартуский мирный договор, которым обе стороны официально признали друг друга.
В 1940 году Эстония стала частью СССР, хотя некоторые государства (США, Великобритания, Канада, Австралия, Швейцария, Ирландия, Ватикан, и др.) продолжали де-юре признавать Эстонскую Республику в качестве независимого государства. 29 сентября 1960 Совет Европы принял резолюцию, осуждающую военную оккупацию прибалтийских стран со стороны СССР.
После 1945 года из состава Эстонской ССР были выведены Печорский уезд, а также т. н. Эстонская Ингерманландия вместе с Ивангородом.
16 ноября 1988 года Верховный Совет Эстонской ССР объявил о суверенитете Эстонии. 17 сентября 1991 года Эстония стала полноправным членом ООН.

## Отношения Эстонии с Российской Федерацией
Российско-эстонские отношения были восстановлены в январе 1991 года, когда главы Верховных Советов России и Эстонии, Борис Ельцин и Арнольд Рюйтель, встретились в Таллине и подписали договор, регулирующий отношения между двумя странами. Россия вновь признала Эстонскую Республику 24 августа 1991 года, после провала попытки государственного переворота в Москве. Дипломатические отношения были установлены 24 октября 1991 года. Советский Союз признал независимость Эстонии 6 сентября. Договоры о границе были подписаны в 2005 году, но не вступили в силу. В 2012 году вступил в силу договор о сотрудничестве по пенсионному страхованию. 18 февраля 2014 года Россия и Эстония подписали новый договор о границе и одобрили проект разграничения акваторий в Нарвском и Финском заливах.
С распадом Советского Союза в декабре 1991 года, Российская Федерация стала независимой страной, получив широкое признание правопреемницы СССР в дипломатических делах[значимость факта?]. В Эстонии по переписи 2000 года проживало 86 067 граждан России (6,28 % населения), по данным на 2011 год — 95 570 (7 % населения). В России в 2002 году проживало 1066 граждан Эстонии. По оценке ФСБ 2007 года, однако, в приграничном Печорском районе Псковской области жило около 10 000 человек с двойным гражданством России и Эстонии.
Сразу после восстановления независимости Эстония начала настаивать на том, чтобы Советский Союз (а позже и Россия) вывел свои войска с территории Эстонии. 1 июля 1993 года, возмущенный Законом Эстонии об иностранцах, Верховный Совет России принял постановление «О мерах в связи с нарушением прав человека на территории Эстонской Республики», призывая к санкциям против Эстонии, включая полное прекращение вывода войск. Однако вывод российских войск из Эстонии завершился 31 августа 1994. Свои подписи на документе поставили президент Эстонии Леннарт Мери и российский лидер Борис Ельцин.

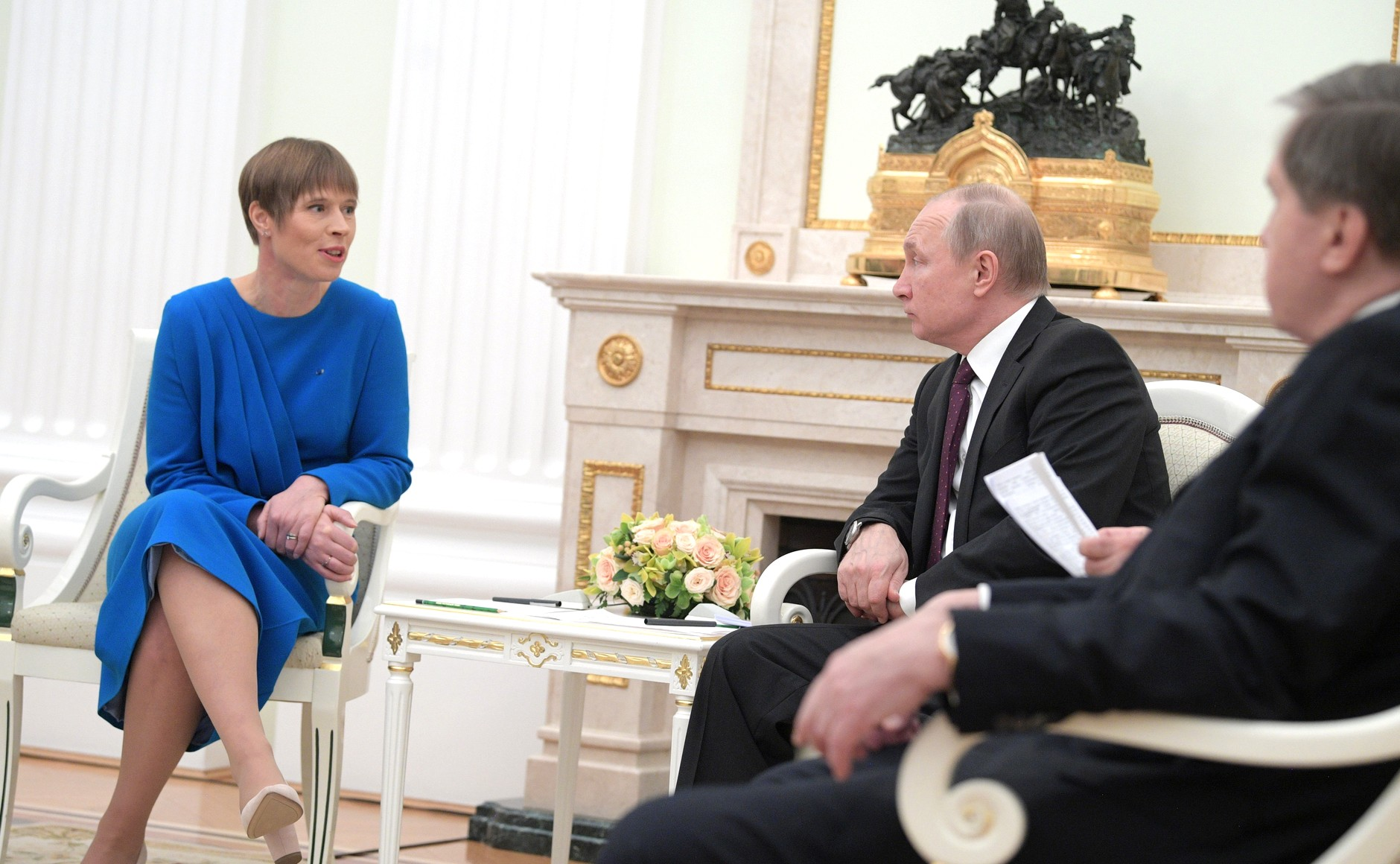
Встреча Президента России Владимира Путина с Президентом Эстонии Керсти Кальюлайд, 18 апреля 2019 года

В 2018 году страны обменялись «чёрными списками».
Первая за почти 11 лет встреча двух президентов состоялась 18 апреля 2019 года. В этот день Президент Эстонской Республики Керсти Кальюлайд посетила Москву с рабочим визитом. На её встрече с Президентом Российской Федерации Владимиром Путиным обсуждались вопросы двусторонних отношений в торгово-экономической и культурно-гуманитарной сферах. До этого аналогичная встреча на высшем уровне проходила 28 июня 2008 года — президенты Медведев и Ильвес встречались в Ханты-Мансийске. Член совета эстонской железнодорожной компании Eesti Raudtee Энн Вескимяги выразил надежду на то, что состоявшаяся в Москве 18 апреля встреча президентов Эстонии и РФ положит начало контактам двух стран на правительственном уровне, он назвал визит эстонского президента в Москву «крайне смелым шагом» и призвал правительство этой балтийской республики перестать требовать ужесточения санкций в отношении РФ. Также Президент Кальюлайд официально пригласила Путина посетить проходящий летом 2019 года 8-й Всемирный конгресс финно-угорских народов в Тарту.
2020 год: российское посольство опубликовало комментарий Департамента информации и печати МИД РФ, который был посвящён 80-летию присоединения Латвии, Литвы, а также Эстонии к СССР; отмечалось, что вхождение Прибалтики в состав Советского Союза «произошло по взаимному согласию». В ответ, глава МИД Урмас Рейнсалу заявил, что республика не присоединялась к СССР добровольно и подчеркнул, что данные заявления не идут «на пользу двухсторонним отношениям». 23 июля министр распорядился вызвать посла РФ и выразить ему протест, заявив о том, что Москва пытается «исказить» некоторые исторические события и «переписать историю».

### Права русскоязычных в Эстонии
До присоединения к СССР в 1940 году примерно 8 % населения Эстонии было русскоговорящим. В советский период доля русскоговорящих в Эстонии увеличилась до более 30 %, составляя почти половину населения в столице Таллине, и даже большинство в некоторых районах на северо-востоке Эстонии. После восстановления Эстонией независимости, эстонский язык снова стал единственным официальным. В автоматическом предоставлении гражданства было отказано большей части русскоязычного меньшинства: советским переселенцам периода 1940—1991, а также их потомкам.
1 июля 1993 года, в ответ на эстонский «Закон об иностранцах», Верховный Совет России принял резолюцию «О мерах в связи с нарушением прав человека на территории Эстонской Республики», предусматривающую санкции в отношении Эстонии. Ряд заявлений по Эстонии приняла в 1995—2001 г. Государственная Дума РФ.
По сообщению DELFI, в феврале 2002 года замминистра иностранных дел России Евгений Гусаров в устной форме высказал послу Эстонии Карин Яани список из семи требований, которые Эстонии необходимо выполнить в целях улучшения отношений между двумя странами. Эти требования включали: сделать русский язык официальным в регионах, где русскоязычные составляют большинство; предоставление гражданства путём натурализации как минимум 20 000 жителей ежегодно; официальную регистрацию Русской Православной Церкви; обеспечение получения среднего и высшего образования на русском языке.
Россия участвовала в качестве третьей стороны в делах «Миколенко против Эстонии» и «Коробов и другие против Эстонии» в Европейском суде по правам человека.
В 2009 году МИД РФ отметил дискриминацию русскоязычного меньшинства в Эстонии и расценил законопроект о государственном языке как иллюстрацию усиливающего её развития мысли эстонских законотворцев. В 2011 году МИД РФ отметил, что «в Эстонии сохраняется целый ряд острых правозащитных проблем, особенно в сфере обеспечения прав национальных меньшинств».

### Обвинения в оправдании нацизма
Эстония неоднократно обвинялась официальными представителями России в оправдании сотрудничества c нацистской Германией во Второй мировой войне и «воскрешении нацизма». По мнению журнала Economist то, что действительно раздражает власти России, так это то, что эстонцы расценили приход Красной Армии в 1944—1945 годах как замену одной оккупации на другую, а не как освобождение.

### Бронзовый солдат
Перемещение Бронзового солдата из Таллина, эксгумация захоронений с площади в центре Таллина и последующие беспорядки в апреле 2007 года спровоцировали резкую реакцию России. 27 апреля Совет Федерации утвердил заявление, в котором содержится призыв принять «максимально жёсткие меры» в отношении Эстонии. Первый вице-премьер Сергей Иванов заявил, что в отношении Эстонии должны быть приняты адекватные меры, в первую очередь, экономические. Президент России Владимир Путин по случаю Дня Победы 2007 года заявил, что умаление подвигов героев Второй мировой войны и осквернение памятников, воздвигнутых в память о них, приводит к разногласиям и недоверию между странами и народами. Посольство Эстонии в Москве было осаждено протестующими.

### Инцидент с похищением Кохвера
5 сентября 2014 года эстонские власти заявили, что на границе с Псковской областью России, близ пограничного пункта Лухамаа, на территории Эстонии сотрудник полиции безопасности Эстон Кохвер был похищен вооруженными неизвестными и вывезен ими в Россию. В свою очередь, ФСБ России заявила о том, что сотрудник полиции безопасности Эстонии был задержан на российской стороне границы при проведении агентурной операции. Инцидент произошел вскоре после визита президента США Барака Обамы, в ходе которого он заверил своих балтийских союзников, что США и НАТО в случае необходимости окажут им военную поддержку, а также роста напряженности между Россией и НАТО на фоне обострения вооруженного конфликта на Востоке Украины. 19 августа 2015 года Кохвер осуждён в России по обвинению в шпионаже в пользу Эстонии, и приговорён к 15-ти годам заключения с отбыванием наказания в колонии строгого режима, а также к штрафу в 100 тысяч рублей. МИД Эстонии резко осудил решение российского суда, заявив, что «похищение Кохвера с территории Эстонской Республики сотрудниками ФСБ 5 сентября прошлого года и последовавшее противоправное удержание его в России — это грубое нарушение международного права и прав человека».
Одним из следствий конфликта вокруг дела Кохвера стало решение Эстонии возвести на границе с Россией заграждения. Директор Центра исследований в области безопасности и стратегии Латвийской национальной военной академии Янис Берзиньш считает, что «эстонцы также хотят укрепить свою границу, чтобы было невозможно похищать на их территории граждан Эстонии, как это произошло с Эстоном Кохвером». Кроме того, запланировано усиление охраны границы вооружённым спецназом.

### После 24 февраля 2022 года

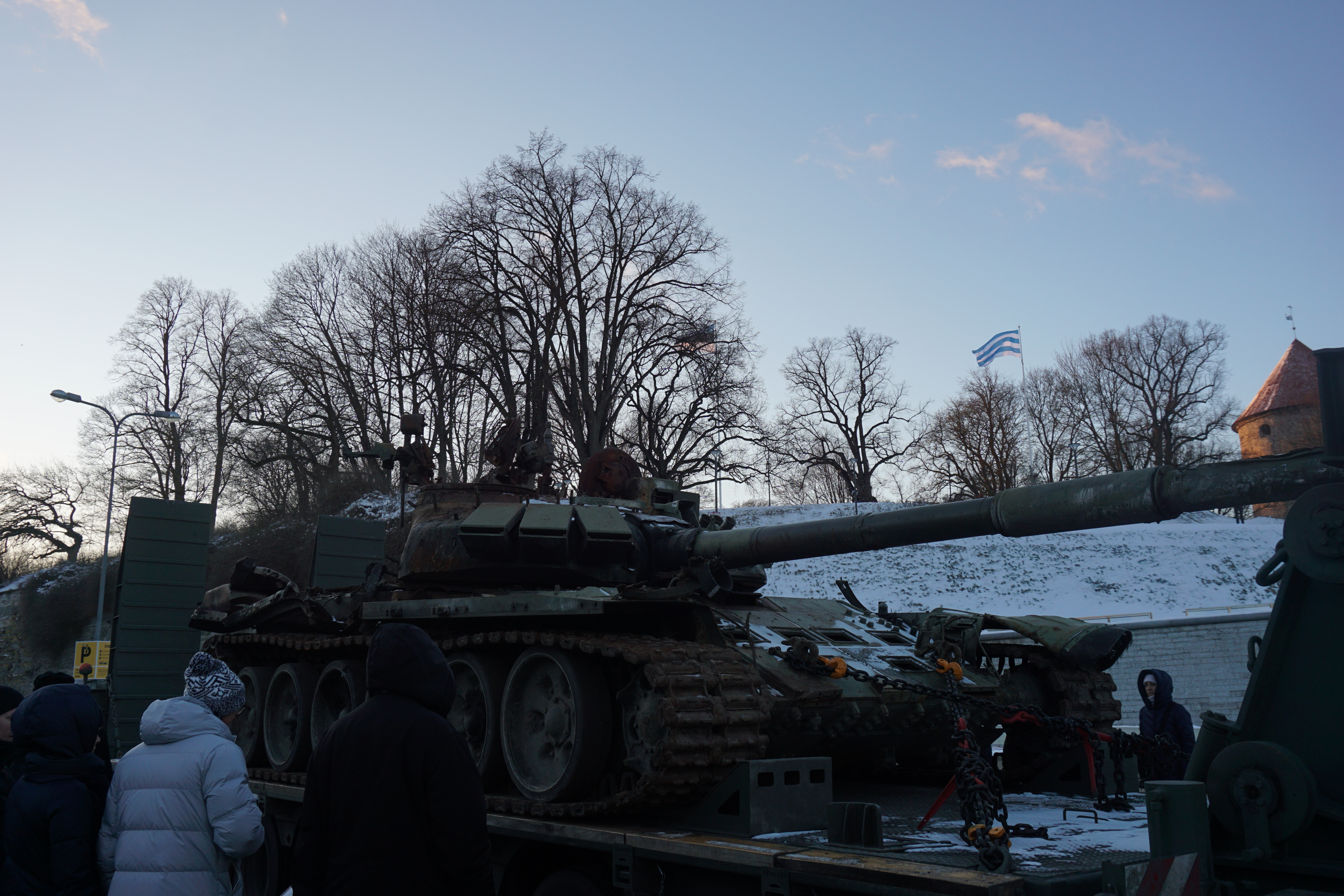
Подбитый на Украине российский танк в центре Таллина в 2023 году

В 2022 году, после начала вторжения России на Украину, в сентябре Эстония, наряду с Литвой, Латвией и Польшей, приняли решение запретить въезд гражданам России по шенгенским визам, в том числе выданным третьими странами. 18 октября 2022 года парламент Эстонии (Рийгикогу) объявил российский режим террористическим, а Россию — государством-спонсором терроризма. Эстония передаёт украинскому правительству различное вооружение, занимается обучением солдат. Также с 2022 года началось устранение из общественного пространства советских военных памятников. Было решено ликвидировать все советские памятники и символику как несущие известную угрозу безопасности Эстонии. Госсекретарь Таймар Петеркоп на пресс-конференции в ноябре подчеркнул, что «идеологические памятники являются одним из орудий гибридной войны России с соседними странами».
11 января 2023 года в МИД Эстонии был вызван российский посол Владимир Липаев, где его проинформировали о необходимости до 1 февраля сократить количество дипломатов, работающих в дипмиссии в Таллине, до восьми (решение принято для того, чтобы уравнять число должностей в российском и эстонском посольствах, действующих в столицах стран). 
23 января МИД России принял решение о понижении уровня дипломатических отношений с Эстонией до временного поверенного в делах, причиной для того шага в ведомстве назвали «тотальную русофобию» и культивирование враждебности в отношении Москвы со стороны официального Таллина; таким образом, посол Эстонии Маргус Лайдре должен покинуть Россию до 7 февраля; Эстония заявила что посол РФ, на принципе паритета, должен будет покинуть страну 7 февраля.
По данным внешней разведки Эстонии, к 2025 году Россия рассматривает Эстонию как враждебное государство, против которого могут применяться «сдерживающие меры». 

## Экономические отношения
По состоянию на 2012 год доля России в эстонском импорте составила 7,3 % (РФ заняла 6-е место среди стран-импортеров Эстонии), в эстонском экспорте — 12,1 % (3-е место среди стран-экспортеров эстонской продукции).
В конце августа 2022 года МИД Эстонии опубликовал список 28 эстонских компаний, которые обратились к властям с просьбой временно освободить их от исполнения санкций против России, и разрешить им в порядке исключения ещё некоторое время продолжить импорт нефтепродуктов из РФ. Среди этих предприятий фигурируют местные импортеры энергоносителей, и государственная железнодорожная корпорация Operail AS.

## Пограничный договор
18 февраля 2014 года министры иностранных дел России и Эстонии Сергей Лавров и Урмас Паэт подписали новый договор о границе между двумя государствами. В нынешней версии договора подчеркивается, что стороны не имеют территориальных претензий друг к другу.
Россия по состоянию на 2018 год ратификацию пограничного договора не завершила. В начале 2018 года министр иностранных дел России Сергей Лавров заявил, что ратификация пограничного договора возможна лишь при неконфронтационных отношениях двух государств. Законопроект № 747785-6 «О ратификации Договора между РФ и ЭР о российско-эстонской государственной границе и Договора между РФ и ЭР о разграничении морских пространств в Нарвском и Финском заливах» всё ещё рассматривается Госдумой с 19 марта 2015 года.

## Послы
- Список послов СССР и России в Эстонии
- Список послов Эстонии в России